# Rebecca St. James (álbum)
Rebecca St. James é o segundo álbum de estúdio da cantora homónima, lançado em 1994.
| Críticas profissionais                                                      | Críticas profissionais |
| Avaliações da crítica                                                       | Avaliações da crítica  |
| Fonte                                                                       | Avaliação              |
| --------------------------------------------------------------------------- | ---------------------- |
| Allmusic                                                                    | [ 1 ]                  |
| Jesus Freak Hideout                                                         | [ 2 ]                  |
| Esta tabela precisa de ser acompanhada por texto em prosa. Consulte o guia. |                        |

## Faixas
1. "Here I Am" - 3:51
2. "Everything I Do" - 3:36
3. "Little Bit of Love" - 3:18
4. "Side by Side" - 3:55
5. "True Love" - 3:37
6. "Way Up Here" - 3:38
7. "Above All Things" - 4:19
8. "I Thank You Lord" - 3:52
9. "We Don't Need It" - 4:10
10. "Jesus Loves the Little Children" - 3:09

## Tabelas
Álbum
| Tabela (1994)              | Posição |
| -------------------------- | ------- |
| Top Contemporary Christian | 33      |